# Rhythm Paradise
Rhythm Paradise (リズム天国ゴールド?, Rizumu Tengoku Gōrudo, Rhythm Tengoku Gold) è un Videogioco musicale pubblicato nel 2008 da Nintendo per Nintendo DS. Sviluppato in collaborazione con TNX, è il secondo titolo della serie Rhythm Paradise (anche nota come Rhythm Heaven) e il primo pubblicato in America Settentrionale e in Europa.
Seguito di Rhythm Tengoku, è stato uno dei titoli più venduti in Giappone nel 2008.

## Modalità di gioco
Rhythm Paradise è un Videogioco musicale che mette alla prova, in svariati mini-giochi, l'utente, il quale muove tramite pennino personaggi che compiranno prove a tempo di musica.
Lo scopo del gioco è ottenere medaglie d'oro in ogni mini-gioco, realizzando un certo punteggio e sbloccando contenuti extra come mini corsi di chitarra, gallerie di canzoni, giochi musicali, giocattoli ritmici ecc... Durante la partita verrà anche data la possibilità di tentare un "perfetto", ovvero svolgere un mini-gioco senza commettere errori. I mini-giochi in tutto sono 50.
Il livello di difficoltà è crescente e progredendo si affronteranno i "remix", ovvero miscugli di mini-giochi affrontati in precedenza: in particolare, gli ultimi remix hanno una difficoltà particolarmente elevata, costringendo a più di un tentativo per completarli.

## Livelli
- Fatti ad arte

in questo minigioco bisogna lanciare "tirando" sul touch screen dei bastoncini verso delle coppie di quadrati rotanti con un buco quando si sente la nota "sol" in una scala musicale, in modo che questi si incastrino. Uno dei prodotti ottenuti compare nei titoli di coda con il nome di Mr Congegno.
- Trio Brio

tenendo premuto sullo schermo si chiuderà la bocca del membro del trio che si controlla. Bisogna quindi perdere il contatto con il touch screen al momento giusto per far "cantare" il personaggio. Compaiono tutti e tre i membri, assieme al direttore d'orchestra, nei titoli di coda con il nome di Trio Brio.
- Disco Robot

In questo minigioco bisogna riempire di benzina dei robot su un nastro trasportatore utilizzando un serbatoio: toccando, tenendo premuto e rilasciando al momento giusto i robot verranno riempiti fino all'orlo, passando da bianchi a rosa. Compaiono i tre diversi modelli di robot durante i titoli di coda con il nome di Disco Robot.
- Fan Club

Il gioco segue il concerto di una ragazza, Corin Pop, che presenta il suo nuovo singolo al suo fun club interamente composto da scimmie. Le principali regole del gioco sono 2: se la cantante ripete per tre volte consecutive la stessa parola, il fan club deve applaudire quattro volte (andando a ritmo con il coro "Hey, Hey, Hey, Hey!"). Quando invece la cantante dice "chi lo sa?" il fan club deve trattenere un lungo applauso per poi saltare 2 volte, applaudendo allo stesso tempo (in questo caso il coro griderà "Iooo, Hey, Hey!!"). 
- Remix 1

Una semplice canzone in cui varie parti di minigiochi si alternano. È l'unico remix a non avere un tema specifico.
- Ritmo da tavolo

Tirando sul touch screen si risponde alle battute in una partita di ping pong. Il personaggio che si controlla compare nei titoli di coda con il nome di Paoletto Tirosvelto.
- Meteoritmi

In questo minigioco appaiono delle navicelle aliene nemiche in un certo schema predeterminato per ogni parte della canzone: si tocca il touch-screen per sconfiggere le navicelle.
- Becchi Blu

Qui il Captain Blue Bird, mentre ripercorre le varie avventure che lui e la sua squadra di gru hanno vissuto, da vari ordini che il giocatore deve eseguire con un certo schema: quando Blue Bird urla "Becco giù!" il giocatore deve premere per tre volte consecutive il touch screen, se il comando dato è invece "e ora... su!" si dovrà tenere premuto lo schermo con la penna stilo, aspettando l'ordine del capitano per tirare su il pennino. L'azione verrà considerata errata sia se non si va a tempo con le altre gru del gruppo, sia se viene svolta nel momento sbagliato, che siano pochi secondi di differenza o meno. L'errore farà sobbalzare Blue Bird dalla rabbia. 
- Gli allegri Moai

L'obiettivo del gioco è copiare alla perfezione il "canto moai", una melodia che, secondo il minigioco, viene spesso intonata dalle statue dell'Isola di Pasqua quando sono nascoste dagli sguardi altrui. In questo minigame il canto viene interpretato come una dichiarazione d'amore, e più quest'ultimo risulta in sintonia con quello dell'altro moai, più le probabilità di successo sono alte. Nel caso di un punteggio ottimo verrà visualizzata una piccola schermata che raffigura i due moai innamorati che hanno formato una famiglia e dato vita a dei bambini. 
- Remix 2

Remix 2 è una raccolta dei 4 brani precedenti: Allegri moai, Meteoritmi, Becchi Blu e Ritmo da Tavolo. Tutti presentano un ritmo completamente diverso da quello originale, ispirato allo stile hawaiano e ai costumi del luogo, da come si può notare nelle animazioni del minigioco.
- Duo Lucertola

In questo minigioco, strofinando il pennino Nintendo sullo schermo, si riproduce il suono che le femmine di "lucertola Guiro" emettono per richiamare un altro esemplare maschio. Le lucertole Guiro differiscono di molto in base al loro sesso: le femmine appaiono gialle, molto più grandi rispetto ai maschi, e il loro dorso è fatto apposta per essere strofinato con la coda, da qui il nome della specie, ispirato allo strumento musicale Guiro.Il maschio invece si presenta di piccola stazza, blu, e a differenza delle femmine al posto della coda ha una piccola maracas. L'obiettivo è quello di rispondere al ritmo del maschio alla perfezione; questo è l'unico gioco in cui non c'è un'azione specifica da compiere un determinato numero di volte, si deve solo andare a tempo. Come per gli allegri moai, in caso di punteggio ottimo si potrà osservare la lucertola femmina assieme all'esemplare maschio.
- La raccolta

È il periodo della raccolta delle rape, e per non abbassarsi un contadino dal passo pesante (guidato dal giocatore) deve calciare saldamente il terreno, facendo attenzione a non farsi scappare le talpe che rubano il raccolto. Il protagonista, di nome Conta Dino, appare in uno dei ricordi del minigioco "Becchi Blu" dove viene ritratto mentre osserva le gru da lontano.
- Scatto scaltro

In Scatto Scaltro si devono catturare su pellicola le immagini dei bolidi partecipanti ad una competizione automobilistica, premendo il pulsante di scatto nell'esatto momento in cui la macchina passa. Il protagonista del gioco non si vede durante la partita, ma solamente alla fine, il suo nome è T.J Snapper. Non capita di rado che altri personaggi non giocabili appaiano come ostacoli di fronte all'obiettivo della telecamera, al fine di distrarre il fotografo dal suo lavoro. I risultati che si ottengono in caso di successo però sono degli scatti particolari e colorati, che presentano i personaggi come delle comparse. Ad esempio una ragazza bionda appare durante la seconda metà del minigioco, ammiccando alla telecamera. Se si vince il premio perfetto nel minigame, verrà sbloccata una lettera scritta da quest'ultima, dove si scopre che essa è in realtà la fidanzata di T.J e che, gelosa del fatto che lui non le scattasse più foto come modella (motivo per cui in un primo momento appare triste), si era travestita da componente dello staff affinché potesse essere ritratta di nascosto.
- Le Ninfe

"Le Ninfe" è il nome di un gruppo musicale femminile composto da sei cantanti; il personaggio giocabile, una delle sei ragazze, deve completare una performance in un programma Tv assieme alle altre compagne, che si trovano tutte quante all'interno di sei piccole cabine luminose. Tenendo premuto con lo stilo e tirando al momento esatto, la cabina della protagonista si illuminerà, e in caso di successo dei piccoli simboli come delle stelle appariranno sullo schermo. Una delle cantanti ammira molto Karate Joe, il personaggio del minigioco Karate Ka, tanto che appare nella seconda versione del gioco e durante la battaglia delle bande, dove lo osserva compiaciuta.
- Remix 3
- Monaco Gnam

Monaco Gnam è un giovane che ha deciso di intraprendere il suo cammino come monaco. Nel minigioco, affinché il personaggio giocabile possa far crescere i suoi baffi e raggiungere una sorta di culmine della sua vita ascetica, il giocatore deve premere con un ritmo particolarmente veloce il touch screen, facendo così ingoiare al monaco una serie di dolci simili a mochi, come una sorta di rito di iniziazione. Anche in questo caso il gioco segue uno schema ben preciso: non esistono pause tra un tocco e l'altro, solo stadi in cui la velocità si alza e si abbassa bruscamente. Ogni dolce ha un colore diverso in base al numero di tocchi che si devono compiere con il pennino. I "mochi" bianchi sono preceduti dalla frase "uno a te!" (premere una volta) quelli verdi da "due, sì sì!" (due volte velocemente), mentre quelli rossi, i più lenti, seguono la frase "tre, sì, sì, sì!".
- Scuola per DJ

Il videogioco ha come protagonisti due personaggi, presumibilmente un insegnante e uno studente, pronti a presentare un duetto interamente svolto con un DjControl (tavola utilizzata dai Dj per remixare brani). Il giocatore controlla lo studente, un ragazzo dalla pelle blu che deve eseguire correttamente gli ordini del suo insegnante, Dj Yellow (dal colore della sua carnagione), affinché come viene affermato nel gioco possa "sembrare" anche lui un Dj a tutti gli effetti. Questo minigame è uno dei pochi non doppiati in altre lingue, quindi la pronuncia utilizzata dal maestro per le parole inglesi presenta uno stretto accento giapponese. quando si sente "Break, come on, Ooh!" il giocatore deve tenere premuto lo schermo finché Dj Yellow non grida "Scratch-o, hey!" muovendo le sue braccia verso l'alto. I comandi possono differire (al posto di "break" potrebbe semplicemente esserci uno "and Stop!") e tra una pausa e l'altra il maestro può dire diverse frasi ("Check it out!" "oh yeah, heh!"). Entrambi i personaggi fanno diverse apparizioni in altri giochi, come Rhythm Heaven Megamix e Rhythm Heaven Fever.
- Duello di tamburi

Il giocatore controlla un suonatore di tamburo che, secondo la descrizione del gioco, ha deciso di sfidare il suo nemico giurato ad una sfida che concluderà le loro dispute una volta per tutte. Ad accompagnare il protagonista, un uomo senza nome, c'è un gruppo di cheerleader che lo aiutano a mantenere il ritmo durante la sfida. Come premio in caso di ottenimento di un perfetto tra le note appariranno dei "consigli per fare il tifo" ad una persona.
- Scienziati pazzi

I protagonisti di questo minigioco sono tre ricercatori, dipendenti del "laboratorio dell'amore", un luogo dove ogni giorno "cercano di scoprire cose nuove riguardo al misterioso concetto dell'amore". I primi due membri, un ragazzo con gli occhiali e una ragazza con un caschetto verde hanno il compito di afferrare e lanciare le fiaschette a ritmo, facendo comparire dei cuori nell'aria che, unendosi, verranno poi consegnati all'interno di una scatola al terzo membro del gruppo, conosciuto come "lo scienziato misterioso", un uomo che indossa una maschera a forma di testa di tigre. La ragazza (il personaggio che il giocatore deve controllare) tiene un diario segreto, sfogliabile solo in caso di punteggio perfetto. In questa agenda spiega come dopo la sua laurea, il primo di ottobre, è stata convocata al Love Lab per iniziare a svolgere esperimenti assieme ad altri suoi colleghi, e che nonostante fosse in ansia a causa delle alte aspettative per questo lavoro, tutto era filato liscio il primo giorno. la ragazza dimostra inoltre un grande affetto nei confronti del ragazzo con gli occhiali, affermando che "il suo senior sembra proprio essere il suo tipo". Tutti e tre i membri del gruppo fanno un cameo in Rhythm Heaven Fever.
- Remix 4
- Splashdown

Splashdown è il minigioco che ha come protagoniste le 3 Sinchronette, componenti principali di una squadra di nuoto sincronizzato. Durante la partita il giocatore deve comandare una delle tre ragazze, cercando di andare a tempo con la performance delle 2 restanti. Premendo lo schermo il personaggio rimarrà in apnea sott'acqua fino al rilascio; tirando con la penna a stilo verso l'alto, invece, la ragazza salterà fuori dall'acqua e, dipendentemente dal momento in cui l'azione viene compiuta, terrà fra le braccia un delfino o lancerà in aria una nuotatrice che si trova sott'acqua. Sbloccando un punteggio perfetto si potrà leggere la storia del loro debutto sotto forma di articolo pubblicato in una rivista di nuoto. Le 3 Sinchronette cambiano aspetto o addirittura vengono sostituite all'interno dei diversi remix e versioni del gioco, arrivando al remix 5 e 9 in cui vengono presentate le loro versioni maschili.
- Gran Finale Rock

In Gran Finale Rock il personaggio da comandare è Mike Spavento, un fantasma facente parte della band "Spettri Desti" come secondo chitarrista. L'obiettivo del gioco è quello di seguire i cambi di velocità del batterista Fanto e del primo chitarrista John Terror, suonando in maniera corretta diverse parti finali di brani. Quando si sente "uno, due, uno due tre vai/ora!" si deve suonare quattro volte la chitarra, a ritmo di un "sì, sì, sì sì!" Conquistando un perfetto si potrà accedere alla lettura del loro poster che descrive in maniera molto generica il luogo e l'orario durante il quale si terrà il loro concerto. Nel remix 5 la band suona un brano per la prima volta ad un pubblico di esseri umani, mentre nel remix 7 suonano una delle loro 8 canzoni per intero. Gli Spettri Desti partecipano alla Sfida delle Bande e fanno diverse apparizioni, sia in Rhythm Paradise Megamix che in Rhythm Paradise Fever.
- Ninja Dog

Ninja Dog vede come protagonista l'omonimo cane, Ninja Dog, occupato a tagliare diversi oggetti, che possono variare dalla verdura (zucchine, carote ecc...) fino alle ruote di ricambio di una macchina o a delle padelle. Lo scopo del gioco è quello di tagliare tutto ciò che viene lanciato verso lo schermo a metà, anche una piccola pausa di un secondo può risultare in un errore. Sbloccando un perfetto si potrà leggere la biografia di Ninja Dog, uno dei pochi cani che, secondo la storia, scelse di intraprendere il cammino per diventare un ninja, poiché secondo lui essere un ninja è un suo dovere. Nonostante fosse molto portato per l'arte, Ninja Dog decise di andare a lavorare in un ristorante, dove tutt'oggi ha il compito di tagliare la verdura sotto l'occhio vigile del Signor Falco, che spesso vola davanti a lui con un cartello con su scritto l'ordine di tagliare tutto. Mister Falco appare all'inizio della partita come breve guida, mentre Ninja Dog può essere visto tra il pubblico durante la Sfida delle Bande e nei giochi Fever e Megamix. 
- Rana Rock

Rana Rock è un brano composto e cantato dalle Ranockiette e dal loro leader, semplicemente conosciuto come "Il cantante" o "Il sassofonista". Le Ranockiette sono un gruppo musicale composto solamente da ranocchie, il giocatore comanda una delle ranocchie verdi, cioè le ballerine, che hanno il compito di seguire i movimenti della ranocchia rosa, andando a ritmo con i testi del cantante. Le Ranockiette (in particolare il leader del gruppo) sono i personaggi più famosi della serie di videogiochi Rhythm Paradise, tanto da aver essere coloro che spiegano le regole del gioco, fanno parte dei tutorial iniziali, compiono diverse apparizioni (più di undici) nell'intero gioco e oltre che essere visti sia in Megamix (dove sono i protagonisti di un minigame) e Beat the Beat possono essere trovati anche in altre applicazioni e giochi Nintendo, come Nintendo Badge Arcade.
- Remix 5
- Calcio Spaziale

Il protagonista di questo minigame è Calciatore Spaziale, meglio conosciuto come Il Fuoriclasse del Palleggio. La partita è ambientata nello spazio, dove l'unica cosa visibile è il personaggio giocabile che ha come compito quello di far palleggiare la palla su ginocchia e piedi fino alla fine del gioco. Calciatore Spaziale fa parte di un gruppo di calciatori tutti uguali nell'aspetto, e il suo lavoro è quello di coordinare tutti gli altri componenti della squadra, che durante la partita appaiono e scompaiono alternandosi. il personaggio appare in tre remix, il 6 il 9 e il 10, cambiando ogni volta aspetto. Può anche essere visto tra il pubblico nella Battaglia fra Bande.
- Sincromarcia
- The Rockers
- Karate Ka
- Remix 6
- Fatti ad Arte 2
- Le Ninfe 2
- Rana Rock 2
- Fan Club 2
- Remix 7
- Ritmo da Tavolo 2
- Disco Robot 2
- Becchi Blu 2
- Sincromarcia 2
- Remix 8
- Gli Allegri Moai 2
- Karate Ka 2
- Trio Brio 2
- Calcio Spaziale 2
- Remix 9
- Meteoritmi 2
- Splashdown 2
- Monaco Gnam 2
- The Rockers 2
- Remix 10

## Contenuti sbloccabili
Tra i contenuti sbloccabili nel gioco rientrano i brani e i testi che possono essere guadagnati conquistando un "perfetto" in un qualsiasi minigame.

### "Saluti!"
Il primo contenuto extra si trova già all'interno del salvataggio a prescindere dai punti ritmo o dal totale di perfetti ottenuti:
Grazie per aver comprato Rhythm Paradise!
Potresti aver bisogno di un po' di tempo per prendere la mano, ma siamo certi che ti divertirai a tenere il ritmo di tutti i giochi che abbiamo creato per te!
Ah, se stai leggendo questo testo, vuol dire che hai già iniziato a giocare! Non ti preoccupare, allora!
Continua pure e...
buon divertimento!

### "Il segreto del tiro"
Anch'esso è uno dei due contenuti già presenti all'interno del gioco come guida, senza il bisogno di dover essere sbloccato:
Hai già imparato a tirare con lo stilo? Non è così facile, vero?
Se hai ancora qualche problemino, lascia che ti svegli un piccolo segreto!
Hai presente quando concludi una firma con una coda che va bruscamente verso l'alto? Prova a fare un tiro proprio nello stesso modo in cui scriveresti la coda della firma.
Concentrati e tira! Il segreto è nel movimento del polso!
Continua ad allenarti finché il tiro non ti sarà facile come schioccare le dita!